# Niccolò Albergati

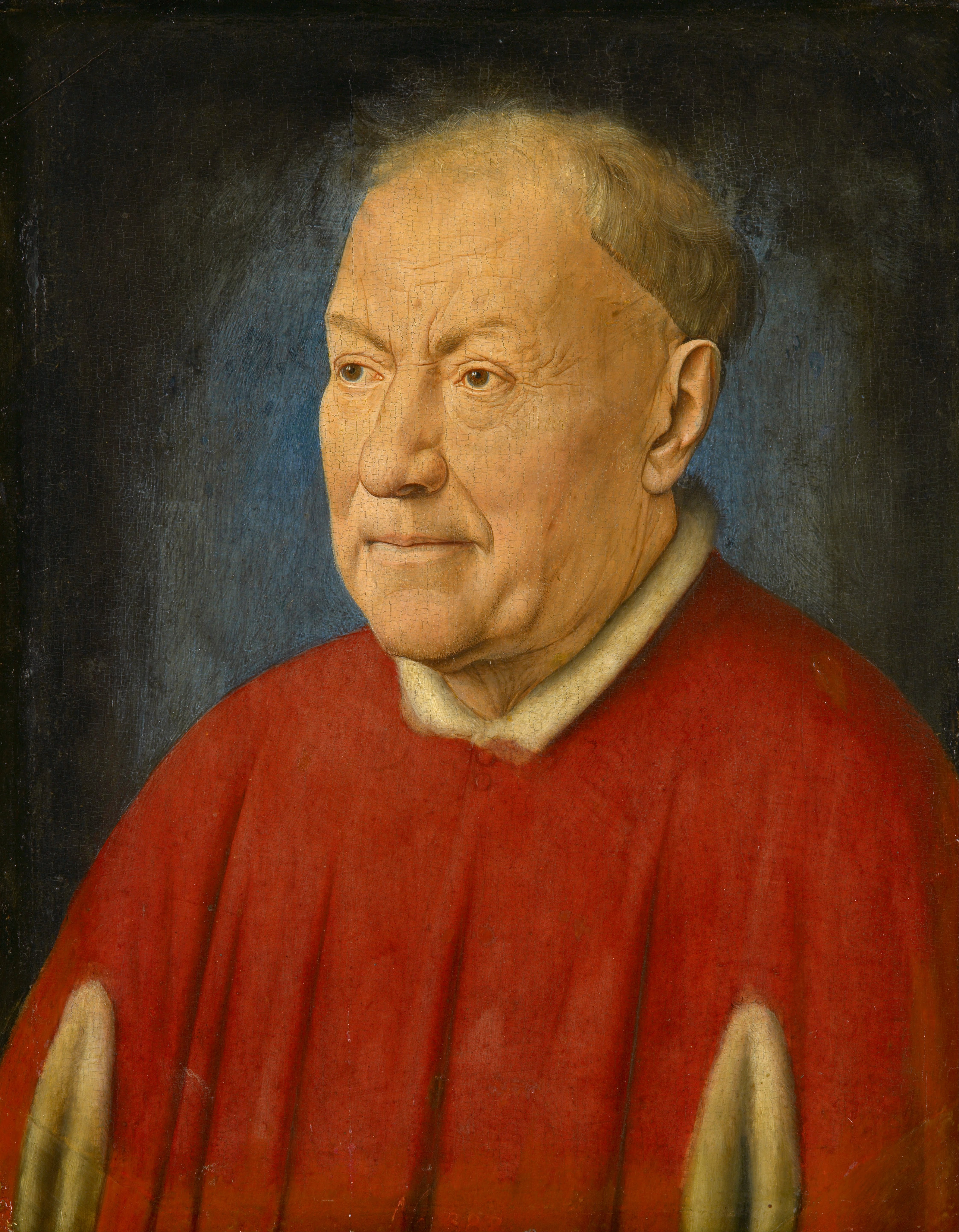
Jan van Eyck: Kardinal Niccolò Albergati, um 1435, Kunsthistorisches Museum, Wien

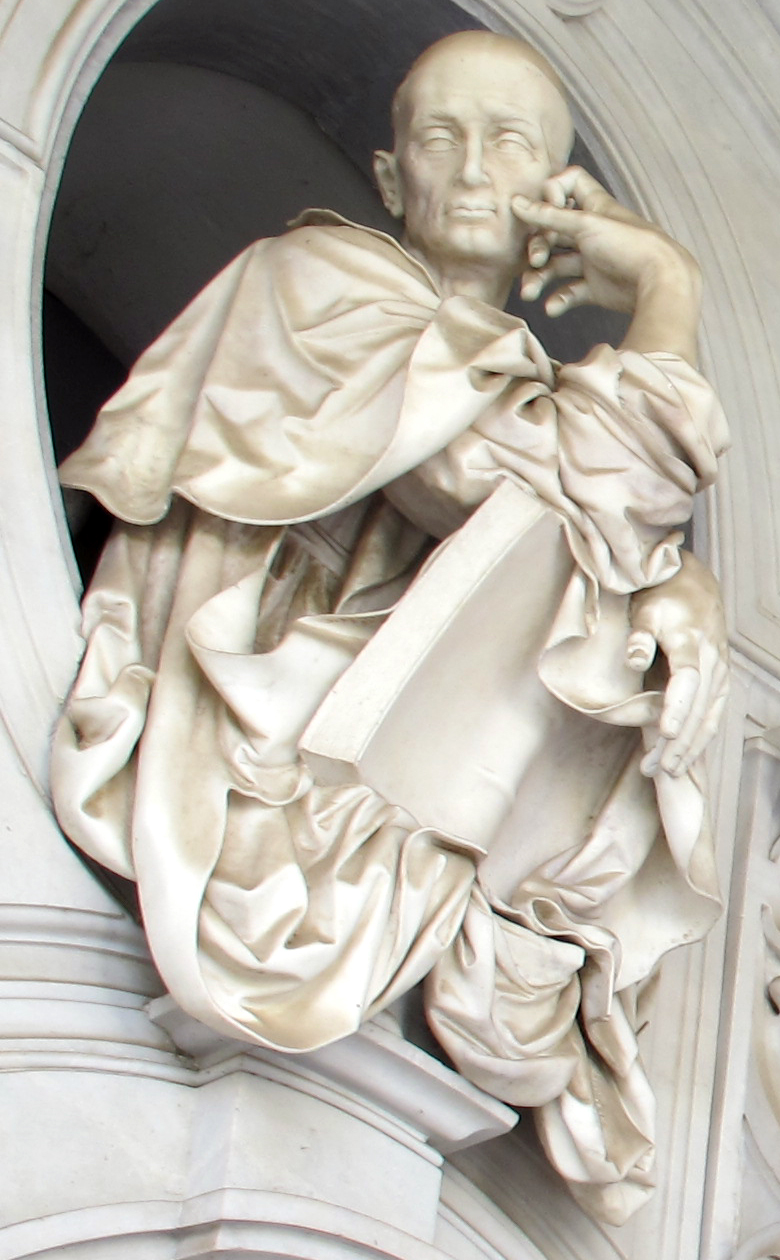
Niccolò Albergati (Büste von Cosimo Fanzago im Großen Kreuzgang der Kartause San Martino bei Neapel, 17, Jh.)

Niccolò Albergati OCart (* 1375 in Bologna; † 9. Mai 1443 in Siena) war ein italienischer Kardinal und Diplomat. Er ist ein Seliger der katholischen Kirche.

## Leben
Niccolò Albergati wurde in Bologna im Palast der Albergati geboren und trat nach einem Studium des weltlichen Rechts 1395 in den Kartäuserorden ein. In der Kartause S. Girolamo di Casara wurde er 1404 Priester, 1407 Prior und 1412 Visitator der italienischen Kartausen. Er unterstützte Papst Martin V. und wurde bereits im Januar 1417 zum Bischof von Bologna berufen; der im November desselben Jahres gewählte Martin V. bestätigte seine Wahl im April 1418. Albergati baute seine Heimatstadt zu einem Zentrum der Gelehrsamkeit aus und bemühte sich um Reformen in seinem Bistum. Aufgrund eines Aufstands gegen den Papst musste er Bologna zwischen März und Juli 1420 verlassen.
Unter verschiedenen Päpsten diente Albergati als Diplomat. In der Funktion als Diplomat besuchte er Frankreich, England und viele Staaten Italiens. Eugen IV. vertrat er 1435 auf dem Kongress von Arras.
Er wurde im Konsistorium vom 24. Mai 1426 durch Martin V. zum Kardinal kreiert und daraufhin zum Kardinalpriester von Santa Croce in Gerusalemme ernannt. Laut verschiedenen Quellen war er zwischen 1431 und 1432 Camerlengo der Römischen Kirche, dies ist jedoch nicht bestätigt. Er war als Legat Eugens IV. 1433 und 1436 auf dem Konzil von Basel beteiligt, wo er den Primat des Papstes verteidigte. 1438 eröffnete er als Präsident das Konzil von Ferrara, das nach seiner Verlegung nach Florenz kurzzeitig eine Union zwischen der römischen und der griechischen Kirche bewirkte. Im Herbst 1438 vertrat er den Papst auf dem Reichstag in Nürnberg. Von 1440 bis 1443 war Albergati auch Erzpriester der Patriarchalbasilika Santa Maria Maggiore in Rom. Er starb auf einer seiner vielen Missionen in Siena, nachdem er zuvor an einem Nierenstein gelitten hatte. Sein Leichnam wurde einige Jahre später in die Kartause Florenz übergeführt. Seine kostbare Bibliothek schenkte er dem dortigen Augustinerkonvent.
Niccolò Albergati hatte in Bologna die späteren Päpste Nikolaus V. (Tommaso Parentucelli) und Pius II. (Enea Silvio Piccolomini) als seine Sekretäre beschäftigt; ersterer war von 1444 bis zu seiner Wahl zum Papst ebenfalls Bischof von Bologna.

## Seligsprechung
Albergatis Seligsprechung erfolgte am 25. September 1744 durch Papst Benedikt XIV. Sein Gedenktag im Orden ist der 10. Mai.